# オトギリソウ科
オトギリソウ科（オトギリソウか、Hypericaceae）はキントラノオ目に属する科で、約9属560種からなる。
低木から草本まであり、つる性のものもある。温帯から熱帯まで広く分布する。薬草として用いられてきた草本のオトギリソウ、セイヨウオトギリなどを含む。また観賞用に栽培されるものとして、黄色い花が美しいビヨウヤナギ、キンシバイなどがある。

## 従来の分類
オトギリソウ科（Clusiaceae（クロンキスト体系）またはGuttiferae（新エングラー体系））は双子葉植物に属する科で、約40属1000種から構成されていた。クロンキスト体系ではツバキ目とし、一方新エングラー体系ではツバキ科・マタタビ科などとともにオトギリソウ目としてまとめていた。
テリハボク亜科 Clusioideae ・オトギリソウ亜科 Hypericoideae の2亜科に分けられていた。APGにおいては、前者はフクギ科・テリハボク科、後者はオトギリソウ科となっている。
また、APGでは "Clusiaceae" という学名はフクギ科に対応している。

## 系統
テリハボク科・フクギ科・カワゴケソウ科・ヤチモクコク科の4科とともに "clusioid" と名付けられた単系統群を構成する。このクレードはキントラノオ目に属することが分かっているが、他の科との関連は未確定である。

## 下位分類
3連に分けられる。
- Cratoxyleae
  - Eliea
  - オハグロノキ属[4] Cratoxylum
- Vismieae
  - Harungana
  - Vismia
  - Psorospermum
- Hypericeae
  - オトギリソウ属[4] Hypericum - オトギリソウ、セイヨウオトギリ、ビヨウヤナギ、キンシバイ
  - ミズオトギリ属[4] Triadenum - ミズオトギリ
  - Thornea
  - Lianthus
  - Santomasia

- オトギリソウ（Hypericum erectum）